# Rosenburg-Mold

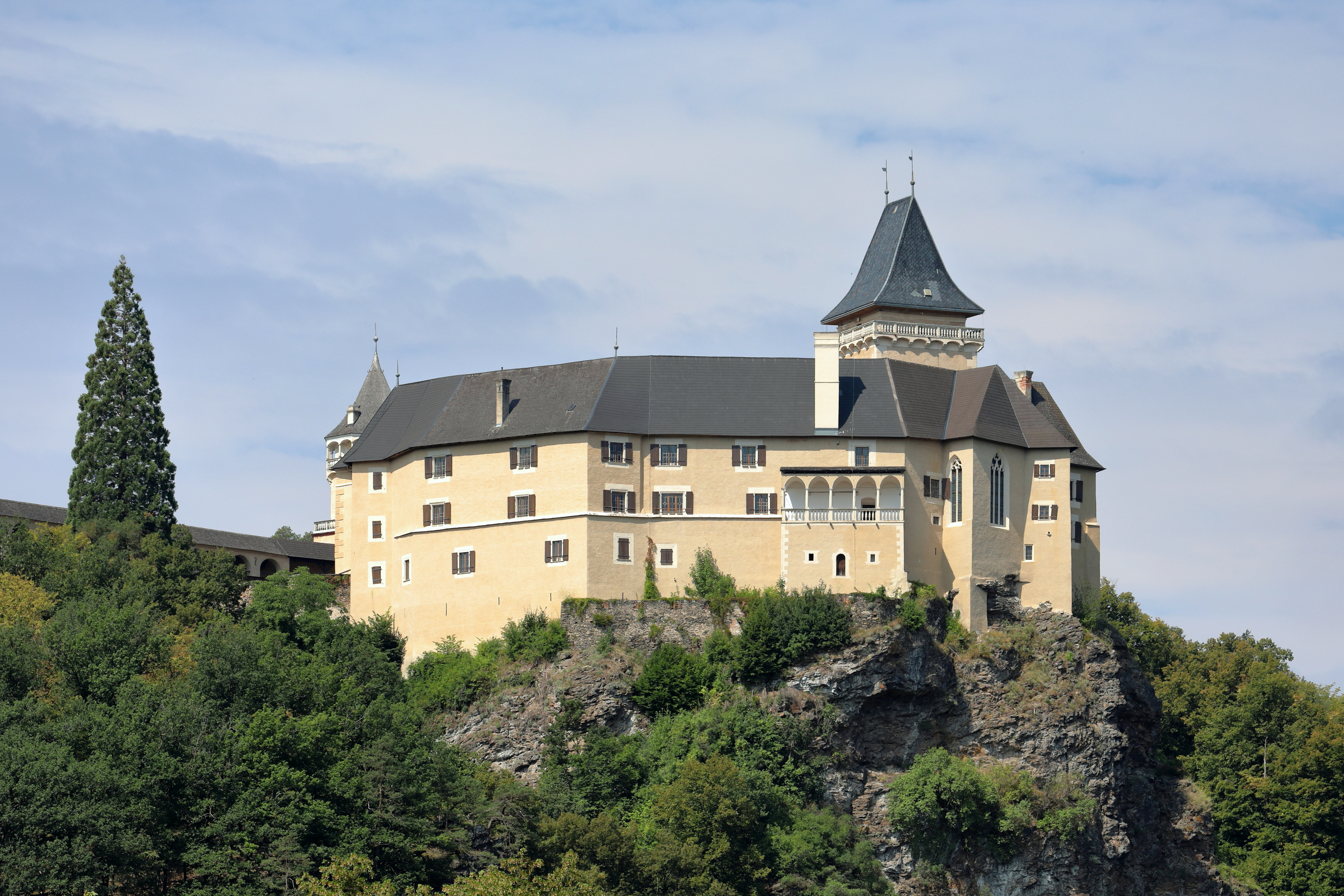
Slottet Rosenburg.

Rosenburg-Mold är en kommun i distriktet Horn i det österrikiska förbundslandet Niederösterreich.  Den är belägen strax söder om staden Horn.
I kommunen finns två sevärda byggnader:
- Slottet Rosenburg
- Basilikan Maria Dreieichen

Kommunen består av fem orter (Ortschaften) (inom parentes invånarantal 1 januari 2024):
- Mold (342)
- Mörtersdorf (136)
- Rosenburg (298)
- Stallegg (12)
- Zaingrub (69)